# Пасхавер Олександр Йосипович
Олекса́ндр Йо́сипович Пасха́вер (нар. 11 березня 1945, Київ) — вчений-економіст єврейського походження, член-кореспондент Академії технологічних наук України, Заслужений економіст України.

## Життєпис
Народився 11 березня 1945 року в Києві. 
Закінчив Київський інститут народного господарства (економічний факультет) і аспірантуру Інститут економіки АН СРСР у Москві.
Понад 20 років працював в Інституті економіки АН УРСР (1971–1992, провідний науковий співробітник). Займався дослідженнями з питань економічної ефективності, приватизації і демонополізації.
У 1992–1994 — головний експерт Центру ринкових реформ, консультант «Putnam, Hayes and Bartlett», Фонду «Київ-реформа». Брав активну участь у впровадженні ринкових реформ в Україні.
У 1995 став одним з ініціаторів створення і з тих пір є беззмінним президентом Центру економічного розвитку, громадської експертної організації. Також очолює редакційну раду інформаційно-аналітичного бюлетеня «Моніторинг економіки України».
З квітня 2020 року входить до складу Ради з питань економічного розвитку України, тимчасового консультативно-дорадчого органу Кабінету Міністрів України.

## Державна діяльність
У різний час був радником Президента, Прем'єр-міністра, Віце-прем'єр-міністра, Міністра економіки, голови Фонду державного майна України. Знову призначений радником Президента П.О. Порошенка.
Член Ради з питань розвитку Національного культурно-мистецького та музейного комплексу «Мистецький арсенал».

## Нагороди
Кавалер ордена «За заслуги» III ступеня.